# Wybory w 2017
Wybory w 2017 – lista wyborów i referendów na szczeblu krajowym, które zaplanowane zostały na 2017 rok w suwerennych państwach (de iure bądź de facto) i ich terytoriach zależnych.
| Data                 | Kraj             | Kontynent           | Wybory                                                              | Dodatkowe informacje | Źródło                      |
| -------------------- | ---------------- | ------------------- | ------------------------------------------------------------------- | --- | --------------------------- |
| 29 stycznia          | Haiti            | Ameryka Północna    | II tura wyborów do Senatu w Haiti w 2017                            | Zwycięstwo Haïtien Tèt Kale | [ 1 ]                       |
| 5 lutego             | Liechtenstein    | Europa              | Wybory parlamentarne w Liechtensteinie w 2017 roku                  | Zwycięstwo Postępowej Partii Obywatelskiej | [ 2 ] [ 3 ]                 |
| 8 lutego             | Somalia          | Afryka              | Wybory prezydenckie w Somalii w 2017 roku                           | Zwycięstwo Mohameda Abdullahi Mohameda | [ 4 ] [ 5 ]                 |
| 12 lutego            | Turkmenistan     | Azja                | Wybory prezydenckie w Turkmenistanie w 2017 roku                    | Zwycięstwo Gurbanguly’ego Berdimuhamedowa | [ 6 ]                       |
| 12 lutego            | Niemcy           | Europa              | Wybory prezydenckie w Niemczech w 2017 roku                         | Zwycięstwo Franka-Waltera Steinmeiera | [ 7 ]                       |
| 12 lutego            | Szwajcaria       | Europa              | Referendum w Szwajcarii w 2017 roku                                 | Łatwiejsza naturalizacja imigrantów trzeciej generacji - TAK Utworzenie funduszu drogowego - TAK Wprowadzenie wspólnego kodu pocztowego - NIE | [ 8 ] [ 9 ] [ 10 ] [ 11 ]   |
| 19 lutego            | Ekwador          | Ameryka Południowa  | Wybory prezydenckie (I tura) i parlamentarne w Ekwadorze            | Nierozstrzygnięte; Zwycięstwo w I turze Lenína Moreno Zwycięstwo Alianza PAIS (Parlamentarne)                                                 | [ 12 ]                      |
| 20 lutego            | Górski Karabach  | Azja                | Referendum w Górskim Karabachu w 2017 roku                          | Zmiany konstytucyjne zostały przyjęte | [ 13 ] [ 14 ]               |
| 21 lutego            | Wyspy Marshalla  | Australia i Oceania | Wybory do Konwencji Konstytucyjnej na Wyspach Marshalla w 2017 roku | | [ 15 ]                      |
| 7 marca              | Mikronezja       | Australia i Oceania | Wybory parlamentarne w Mikronezji w 2017 roku                       | |                             |
| 15 marca             | Abchazja         | Azja                | Wybory parlamentarne w Abchazji w 2017 roku (I tura)                | Wybrano 12 parlamentarzystów | [ 16 ]                      |
| 15 marca             | Holandia         | Europa              | Wybory parlamentarne w Holandii w 2017 roku                         | Zwycięstwo Partia Ludowa na rzecz Wolności i Demokracji                                                                                       | [ 17 ]                      |
| 20 marca             | Timor Wschodni   | Australia i Oceania | Wybory prezydenckie w Timorze Wschodnim w 2017 roku                 | Zwycięstwo Francisco Guterresa | [ 18 ]                      |
| 26 marca             | Bułgaria         | Europa              | Wybory parlamentarne w Bułgarii w 2017 roku                         | Zwycięstwo GERB | [ 19 ]                      |
| 26 marca             | Hongkong         | Azja                | Wybory szefa administracji w Hongkongu w 2017 roku                  | | [ 20 ]                      |
| 26 marca             | Abchazja         | Azja                | Wybory parlamentarne w Abchazji w 2017 roku (II tura)               | | [ 16 ]                      |
| 2 kwietnia           | Ekwador          | Ameryka Południowa  | Wybory prezydenckie w Ekwadorze (II tura)                           | Wygrana Lenína Moreno | [ 21 ]                      |
| 2 kwietnia           | Serbia           | Europa              | Wybory prezydenckie w Serbii w 2017 roku                            | Wygrana Aleksandara Vučića | [ 22 ] [ 23 ]               |
| 2 kwietnia           | Armenia          | Europa              | Wybory parlamentarne w Armenii w 2017 roku                          | | [ 24 ] [ 25 ]               |
| 6 kwietnia           | Gambia           | Afryka              | Wybory w Gambii w 2017 roku                                         | | [ 26 ]                      |
| 16 kwietnia          | Turcja           | Azja                | Referendum w Turcji w 2017 roku                                     | Zmiany w konstytucji – TAK | [ 27 ]                      |
| 23 kwietnia          | Francja          | Europa              | Wybory prezydenckie we Francji w 2017 roku (I tura)                 | Wybory nierozstrzygnięte; do II tury przechodzą Emmanuel Macron i Marine Le Pen                                                               | [ 28 ] [ 29 ] [ 30 ] [ 31 ] |
| 4 maja               | Algieria         | Afryka              | Wybory parlamentarne w Algierii w 2017 roku                         | | [ 32 ]                      |
| 7 maja               | Francja          | Europa              | Wybory prezydenckie we Francji w 2017 roku (II tura)                | Wygrana Emmanuela Macrona | [ 33 ]                      |
| 9 maja               | Korea Południowa | Azja                | Wybory prezydenckie w Korei Południowej w 2017 roku                 | Wygrana Mun Jae-in | [ 34 ]                      |
| 10 maja              | Bahamy           | Ameryka Północna    | Wybory parlamentarne na Bahamach w 2017 roku                        | | [ 35 ]                      |
| 19 maja              | Iran             | Azja                | Wybory prezydenckie w Iranie w 2017 roku                            | Wygrana Hasana Rouhaniego | [ 36 ]                      |
| 3 czerwca            | Malta            | Europa              | Wybory parlamentarne na Malcie w 2017 roku                          | Zwycięstwo Partii Pracy | [ 37 ]                      |
| 3 czerwca            | Lesotho          | Afryka              | Wybory parlamentarne w Lesotho w 2017 roku                          | |                             |
| 8 czerwca            | Wielka Brytania  | Europa              | Wybory parlamentarne w Wielkiej Brytanii w 2017 roku                | Zwycięstwo Partii Konserwatywnej | [ 38 ]                      |
| 11 czerwca           | Portoryko        | Ameryka Północna    | Referendum w Portoryko w 2017 roku                                  | Zwycięstwo zwolenników przyłączenia Portoryko jako kolejnego stanu do USA                                                                     | [ 39 ]                      |
| 11 czerwca           | Kosowo           | Europa              | Wybory parlamentarne w Kosowie w 2017                               | |                             |
| 11 i 18 czerwca      | Francja          | Europa              | Wybory parlamentarne we Francji w 2017 roku                         | Zwycięstwo LREM | [ 40 ]                      |
| 25 czerwca           | Albania          | Europa              | Wybory parlamentarne w Albanii w 2017 roku                          | Zwycięstwo Socjalistycznej Partii Albanii | [ 41 ]                      |
| 26 czerwca           | Mongolia         | Azja                | Wybory prezydenckie w Mongolii w 2017 roku (I tura)                 | Do II tury przechodzą: Chaltmaagijn Battulga i Mijeegombyn Enchbold                                                                           | [ 42 ]                      |
| 7 lipca              | Mongolia         | Azja                | Wybory prezydenckie w Mongolii w 2017 roku (II tura)                | Zwycięstwo Chaltmaagijna Battulgi | [ 43 ] [ 44 ]               |
| 16 lipca             | Kongo            | Afryka              | Wybory parlamentarne w Republice Konga w 2017 roku (I tura)         | |                             |
| 17 lipca             | Indie            | Azja                | Wybory prezydenckie w Indiach w 2017                                | Zwycięstwo Rama Natha Kovinda |                             |
| 22 lipca             | Timor Wschodni   | Australia i Oceania | Wybory parlamentarne w Timorze Wschodnim w 2017 roku                | | [ 45 ]                      |
| 29 lipca             | Gabon            | Afryka              | Wybory parlamentarne w Gabonie w 2017 roku                          | | [ 46 ]                      |
| 30 lipca             | Wenezuela        | Ameryka Południowa  | Wybory do Zgromadzenia Konstytucyjnego w Wenezueli w 2017 roku      | | [ 47 ]                      |
| 30 lipca             | Kongo            | Afryka              | Wybory parlamentarne w Republice Konga w 2017 roku (II tura)        | |                             |
| 30 lipca             | Senegal          | Afryka              | Wybory parlamentarne w Senegalu w 2017 roku                         | |                             |
| 4 sierpnia           | Rwanda           | Afryka              | Wybory prezydenckie w Rwandzie w 2017 roku                          | Zwycięstwo Paula Kagame | [ 48 ]                      |
| 5 sierpnia           | Mauretania       | Afryka              | Referendum w Mauretanii w 2017 roku                                 | | [ 49 ]                      |
| 8 sierpnia           | Kenia            | Afryka              | Wybory parlamentarne w Kenii w 2017 roku                            | |                             |
| 11 września          | Norwegia         | Europa              | Wybory parlamentarne w Norwegii w 2017 roku                         | Zwycięstwo Partii Pracy |                             |
| 23 września          | Nowa Zelandia    | Australia i Oceania | Wybory parlamentarne w Nowej Zelandii w 2017 roku                   | Zwycięstwo Nowozelandzkiej Partii Narodowej                                                                                                   | [ 50 ]                      |
| 24 września          | Niemcy           | Europa              | Wybory parlamentarne w Niemczech w 2017 roku                        | Zwycięstwo CDU/CSU | [ 51 ]                      |
| 25 września          | Irak             | Azja                | Referendum niepodległościowe w Kurdystanie                          | | [ 52 ]                      |
| 1 października       | Katalonia        | Europa              | Referendum niepodległościowe w Katalonii                            | Referendum nieuznawane przez hiszpański rząd; większość za niepodległością Katalonii                                                          | [ 53 ]                      |
| 10 października      | Liberia          | Afryka              | Wybory prezydenckie i parlamentarne w Liberii w 2017 roku           | | [ 54 ]                      |
| 15 października      | Kirgistan        | Azja                | Wybory prezydenckie w Kirgistanie w 2017 roku                       | Zwycięstwo Sooronbaja Dżeenbekowa | [ 55 ]                      |
| 15 października      | Austria          | Europa              | Wybory parlamentarne w Austrii w 2017 roku                          | Zwycięstwo Austriackiej Partii Ludowej | [ 56 ]                      |
| 20 i 21 października | Czechy           | Europa              | Wybory do Izby Poselskiej Republiki Czeskiej w 2017 roku            | Zwycięstwo ruchu ANO | [ 57 ]                      |
| 22 października      | Słowenia         | Europa              | Wybory prezydenckie w Słowenii w 2017 roku (I tura)                 | Wybory nierozstrzygnięte; do II tury przechodzą Borut Pahor i Marjan Šarec                                                                    | [ 58 ]                      |
| 28 października      | Islandia         | Europa              | Wybory parlamentarne w Islandii w 2017 roku                         | Zwycięstwo Partii Niepodległości | [ 59 ]                      |
| 12 listopada         | Słowenia         | Europa              | Wybory prezydenckie w Słowenii w 2017 roku (II tura)                | Wygrana Boruta Pahora | [ 60 ]                      |
| 13 listopada         | Somaliland       | Afryka              | Wybory prezydenckie w Somalilandzie w 2017 roku                     | Wygrana Muse Bihi Abdi | [ 61 ]                      |
| 16 listopada         | Tonga            | Australia i Oceania | Wybory parlamentarne na Tonga w 2017 roku                           | Wygrana Demokratycznej Partii Wysp Przyjaznych                                                                                                | [ 62 ] [ 63 ]               |
| 19 listopada         | Chile            | Ameryka Południowa  | Wybory prezydenckie w Chile w 2017 roku (I i II tura)               | Wybory nierozstrzygnięte; do II tury przechodzą Sebastián Piñera i Alejandro Guillier                                                         | [ 64 ]                      |
| 17 grudnia           | Chile            | Ameryka Południowa  | Wybory prezydenckie w Chile w 2017 roku (I i II tura)               | Wygrana Sebastiána Piñery | [ 65 ]                      |
| 21 grudnia           | Katalonia        | Europa              | Wybory regionalne w Katalonii w 2017 roku                           | Wygrana partii Obywatele – Partia Obywatelska                                                                                                 | [ 66 ]                      |